# Conférence sur l'avenir de l'Europe
Ne doit pas être confondu avec Convention sur l'avenir de l'Europe.

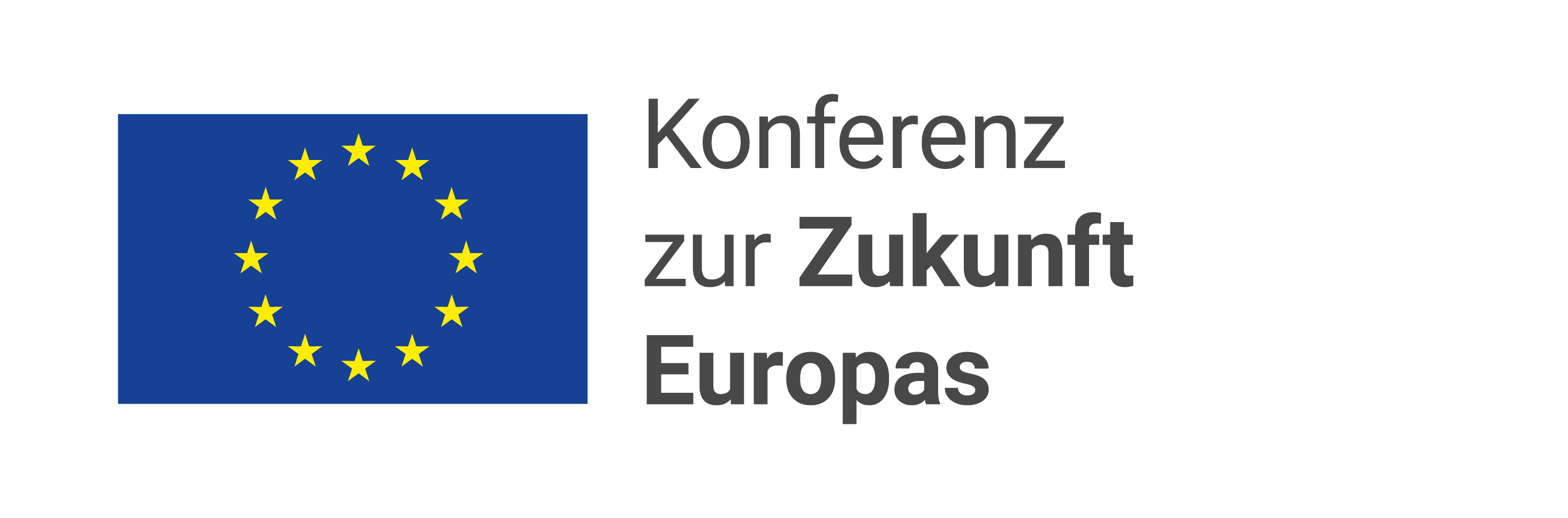
Logo allemand de la conférence sur l'avenir de l'Europe.

La conférence sur l'avenir de l'Europe est un organe politique en préparation par la Commission européenne et le Parlement européen, avec le but de trouver des nouveaux accords sur l'avenir de la démocratie européenne. La Conférence devra être constituée par des citoyens de l'UE et des représentants des institutions de l'UE qui, ensemble, travailleront sur des nouvelles lois européennes et les changements des traités européens.

## Position de la Commission européenne
Dans ses orientations politiques pour la prochaine Commission européenne, la présidente de la Commission Ursula von der Leyen décrit la Conférence : elle affirme l'importance de la participation de citoyens dans la Conférence sur l'Avenir de l'Europe et annonce que la conférence devra commencer en 2020 et durer deux ans. Von der Leyen souhaite que la Conférence assemble les citoyens, la societé civile et les institutions européennes comme partenaires sur un pied d'égalité. Elle souligne le rôle de la jeunesse dans la Conférence. Von der Leyen exige que la conférence soit bien préparée avec des buts clairs et avec consensus entre Parlement, Conseil et Commission sur la portée. Von der Leyen déclare qu'elle est prête à mettre en œuvre les résultats de la Conférence, par des modifications législatifs si nécessaire. Selon les directives politiques, elle envisage même le changement des traités Européens.
Selon les lettres de mission adressées par Ursula von der Leyen aux membres désignés du Collège des Commissaires, trois membres seront chargés de la préparation de la Conférence sur l'Avenir de l'Europe : Věra Jourová, Maroš Šefčovič, et Dubravka Šuica. Šuica doit s'engager principalement dans la préparation de la conférence en collaboration avec le Parlement européen. Jourová sera la représentante de la Commission pendant la Conférence. Šefčovič est mandaté pour la suite de la Conférence en coopération avec le Conseil européen, le Conseil de l'Union européenne, et le Parlement européen. Le 22 janvier 2020 la Commission a publié sa position sur la Conférence dans une comunicación intitulée: Shaping the Conference on the Future of Europe: https://ec.europa.eu/commission/presscorner/detail/en/ip_20_89

## Position du Parlement européen

### Groupe de travail
Le 16 octobre 2019, la Conférence des présidents du Parlement européen a décidé d'instaurer un Groupe de travail sur la Conférence sur l'Avenir de l'Europe. Le Groupe de travail est composé d'un représentant par groupe politique dans le parlement et un représentant de la Commission des affaires constitutionnelles. Sa tâche est la préparation d'une « proposition d'approche du Parlement concernant la Conférence sur l’avenir de l'Europe, en abordant, entre autres, la portée, la gouvernance, la durée, la structure, les parties prenantes, les objectifs et les actions et résultats attendus de la Conférence ».

### Commission des affaires constitutionnelles
En parallèle aux sessions du Groupe de travail sur l'Avenir de l'Europe, la Commission des affaires constitutionnelles est en train de délibérer sur le sujet.

## Position du Conseil
Le Conseil n'a pas encore adopté une position commune. Néanmoins, le 26 novembre 2019, une « note libre » sur la Conférence a été publié par les gouvernements de la France et l'Allemagne, entraînant une couverture amplifiée par les médias,,.
Le 4 février 2021, le Conseil, sous présidence portugaise, approuve la tenue de la Conférence dans l'année, dans un format comprenant le Conseil européen, la Commission européenne et le Parlement européen, et fixe le rendu des travaux à décembre 2022 .